# Liste der Monuments historiques in Les Hauts-de-Chée
Die Liste der Monuments historiques in Les Hauts-de-Chée führt die Monuments historiques in der französischen Gemeinde Les Hauts-de-Chée auf.

## Liste der Immobilien
| Bezeichnung      | Beschreibung                                                         | Standort                                          | Kennzeichnung | Schutzstatus   | Datum     | Bild           |
| ---------------- | -------------------------------------------------------------------- | ------------------------------------------------- | ------------- | -------------- | --------- | -------------- |
| Kirche St-Amand  | ab dem 12. Jahrhundert                                               | Louppy-sur-Chée, rue de l’Église de Louppy (Lage) | PA00106561    | Classé         | 1921      | weitere Bilder |
| Kirche St-Michel | um 1200 erbaut, Turm im 18. Jahrhundert erneuert; einschließlich der | Condé-en-Barrois, rue de l’Église de Condé (Lage) | PA00106683    | Inscrit Classé | 1989 1994 | weitere Bilder |

## Liste der Objekte
| Bezeichnung                 | Beschreibung                                            | Standort                                           | Kennzeichnung | Schutzstatus | Datum | Bild |
| --------------------------- | ------------------------------------------------------- | -------------------------------------------------- | ------------- | ------------ | ----- | ---- |
| Skulptur Madonna mit Kind   | Kalkstein, um 1500                                      | Condé-en-Barrois, in der Kirche St-Michel (Lage)   | PM55000976    | Classé       | 1993  |      |
| Bodenbelag                  | 208 Keramikfliesen, 14. und 15. Jahrhundert             | Condé-en-Barrois, in der Kirche St-Michel (Lage)   | PM55000880    | Classé       | 1991  |      |
| Skulptur Madonna mit Kind   | Holz, farbig gefasst und vergoldet, 14. Jahrhundert     | Hargeville-sur-Chée, in der Kirche St-Rémi (Lage)  | PM55000276    | Classé       | 1988  |      |
| Weihwasserbecken            | Gusseisen, bezeichnet 1615                              | Condé-en-Barrois, in der Kirche St-Michel (Lage)   | PM55000277    | Classé       | 1905  |      |
| Epitaph für Demenge Mengeot | Stein, bezeichnet 1615                                  | Les Marats, in der Kirche St-Médard (Lage)         | PM55000278    | Classé       | 1945  |      |
| Minenwerfer                 | Leichter Minenwerfer 7,58 cm, 1916 gebaut               | Hargeville-sur-Chée, vor der Kirche St-Rémi (Lage) | PM55001232    | Classé       | 1999  |      |
| Kruzifix                    | Holz, farbig gefasst und vergoldet, 18. Jahrhundert     | Hargeville-sur-Chée, in der Kirche St-Rémi (Lage)  | PM55001898    | Inscrit      | 1987  |      |
| Taufpiscina                 | Stein, 16. Jahrhundert                                  | Les Marats, in der Kirche St-Médard (Lage)         | PM55000279    | Classé       | 1945  |      |
| Zwei Leuchterengel          | Holz, farbig gefasst, 17. Jahrhundert                   | Les Marats, in der Kirche St-Médard (Lage)         | PM55002035    | Inscrit      | 1992  |      |
| Skulptur Heiliger Medardus  | mit Konsole; Kalkstein, farbig gefasst, 17. Jahrhundert | Les Marats, in der Kirche St-Médard (Lage)         | PM55002036    | Inscrit      | 1981  |      |